# Cocconotus zebra
Cocconotus zebra är en insektsart som beskrevs av Max Beier 1960. Cocconotus zebra ingår i släktet Cocconotus och familjen vårtbitare. Inga underarter finns listade i Catalogue of Life.